# 오히메
오히메(일본어: 小姫 おひめ[*], 덴쇼 13년 (1585년)? - 덴쇼 19년 7월 9일 (1591년 8월 27일))는 아즈치모모야마 시대의 여성이다. 도쿠가와 히데타다의 정실이다. 오다 노부카츠의 장녀이다. 생모는 치요고젠 (키타바타케 토모노리의 딸)이다.

## 생애
오다 노부카츠의 장녀로서 태어났다. 생모는 치요고젠 (키타바타케 토모노리의 딸)이다.
후에, 하시바 히데요시 (도요토미 히데요시)의 양녀가 되었다. 히데요시의 양녀가 된 확실한 시기는 알 수 없지만, 덴쇼 12년 (1584년)에 코마키ㆍ나가쿠테 전투 종료 후로 추측된다. 덴쇼 18년 (1590년) 1월 11일 (또는 21일), 상락한 12살의 도쿠가와 히데타다와 결혼했다. 일설에는 오히메가 6살이었다고 한다. 혼인은 오다가와 도쿠가와가가 아니라 도요토미가와 도쿠가와가의 혼인이라는 의의를 강하게 지니고 있었다. 히데요시는 관동 출진 전에 도쿠가와가와 유대 강화를 의도했기 때문에, 오히메가 결혼을 6살에 하게 되었다.
다만, 오히메의 나이가 당시 6살로 어렸기 때문에, 덴쇼 18년 때에는 약혼 정도를 내외에 선언하는 현대적인 "약혼식"을 거행한 것으로, 정식 결혼이 성사되기 전에 오히메가 요절해버렸기 때문에, 정식 혼인까지는 하지 못했다는 견해도 있다.
아버지 노부카츠가 실각한 후에도 쥬라쿠테이의 키타노만도코로 밑에서 자랐다. 이듬해인 덴쇼 19년 (1591년) 7월 9일에 사망했다. 향년 미상이지만, 앞에 서술한 일설로 환산하면 7세이다. 사후에는 텐즈이지에서 법요가 행해졌다. 계명은 "甘棠院殿桂林宗香禅定尼", "小夫人"의 아름다운 칭호는 7세의 어린 아이로서는 이례적인 취급이다.
덧붙여, 『寛政重修諸家譜』에서는 덴쇼 18년 (1590년)의 친아버지 노부카츠의 개역에 의해 이혼 한 후, 오다가에 돌아갔고, 그 후, 삿사 카즈요시와 재혼하여, 칸에이 18년 (1641년)까지 살았다고 서술하고 있다. 다만, 텐도번 오다가의 계보에 있어서는 히데요시의 양녀가 된 딸과 카즈요시에게 시집간 딸을 다른 사람으로 하고 있다.